# Orchithemis pulcherrima
Orchithemis pulcherrima is een libellensoort uit de familie van de korenbouten (Libellulidae), onderorde echte libellen (Anisoptera).
De wetenschappelijke naam Orchithemis pulcherrima is voor het eerst geldig gepubliceerd in 1878 door Brauer.